# Lizard Point (Cornwall)
Lizard Point är en udde i Storbritannien.   Den ligger i grevskapet Cornwall och riksdelen England, i den södra delen av landet, 400 km väster om huvudstaden London.
Terrängen inåt land är platt. Havet är nära Lizard Point åt sydväst.  Närmaste större samhälle är Porthleven, 15,0 km nordväst om Lizard Point. 